# Chiesa della Beata Vergine del Carmelo (Mottola)
La Chiesa della Beata Vergine del Carmelo e delle Anime del Purgatorio (nota anche come "il Purgatorio", nel dialetto locale: "lù Priatorj"), è un edificio religioso di Mottola.

## Storia
La chiesa è intitolata alla Beata Vergine Maria del Monte Carmelo ed alle Anime del Purgatorio. Fu edificata nel 1699, a ridosso delle antiche mura medievali risalenti al XIII secolo e completata intorno al 1714.
Il 19 marzo 1701, il quaresimalista dell'Ordine Carmelitano Fra Carlo Scialpi, ottenne dalla Curia vescovile di Mottola l'istituzione in detta chiesa della "Pia Fratellanza Maria SS. del Carmine ed Anime del Purgatorio" (successivamente divenuta Confraternita del Carmine delle Anime del Purgatorio). La chiesa fu costruita in tre periodi: nel primo, la parte che va dall'ingresso attuale alla porta della sagrestia; nel secondo (1873), fu ampliato fino alla zona della cupola; nel terzo (1954), si arrivò fino all'altare maggiore che all'epoca era il retrospetto della facciata. La chiesa è decorata con colonne in stucco lucido, con capitelli corinzi, e stucchi alla volta dell'Ottocento.
Nel 1828, a seguito della visita pastorale e della successiva autorizzazione di Mons. Pietro Lepore, la Confraternita curò degli interventi sul pavimento e furono acquistate delle nuove suppellettili sacre. Nel 1858, Card. Bartolomeo d'Avanzo, allora Vescovo di Castellaneta, ottenne da Papa Pio IX l'autorizzazione per la custodia del SS. Sacramento sull'altare maggiore e per la benedizione con la Sacra Pisside.
Nel 1873, una volta demolite le mura di fortificazione e si realizzò un ampliamento verso ovest, approfondendo l'abside preesistente e raggiungendo l'attuale conformazione planimetrica.
Il 30 aprile 1876, la chiesa venne consacrata da Mons. Mariano Positano e nell'altare furono poste le reliquie dei martiri Clemente, Felice e Vittoria. Nel 1885 venne rifatto in ottone dorato il parato dell'altare maggiore. Nel 1934 fu acquistato dalla Confraternita un bassorilievo in cartapesta raffigurante la Vergine del Carmelo con le Anime del Purgatorio, realizzato dal maestro cartapestaio leccese Oronzo Solombrino. Fu prima posto nell'attuale ingresso principale e dal 1954 è posto nel vecchio ingresso della chiesa.
Fu elevata a dignità di parrocchia da Mons. Francesco Potenza con decreto vescovile del 22 gennaio 1939. Il primo parroco Don Alessandro Curci prese possesso canonico il 2 febbraio successivo.
Nel 1941, la statua della Madonna del Carmine fu spostata dall'altare laterale (dove ora è collocata l'Addolorata) all'attuale posizione sopra l'altare maggiore. Un'ulteriore modifica venne fatta nel 1954, quando fu trasferita la porta principale dalla facciata di oriente a quella di occidente, in via Mazzini.
Nel 1966 la chiesa fu interessata da alcuni lavori di restauro che videro la rimozione dell'altare di tipo Tridentino (adesso collocato nella cappella del Sangue Sparso) e sostituito con l'attuale (secondo le nuove disposizioni liturgiche del Concilio Vaticano II). La chiesa è affiancata da un campanile con due campane funzionanti dal 1973. La più grande delle due è stata realizzata dalla "Pontificia Fonderia Marinelli" di Agnone, in Molise.
Nel 2002, la pala in cartapesta posta alle spalle della chiesa fu oggetto di un accurato restauro. Nel novembre 2016, sotto la nicchia ove è collocata la statua di Santa Lucia, è stata realizzata una teca che contiene le reliquie della martire. Dal dicembre 2021 al dicembre dell'anno successivo, la Chiesa viene interessata da alcuni interventi di restauro della facciata e dei locali annessi.

## Interno della chiesa

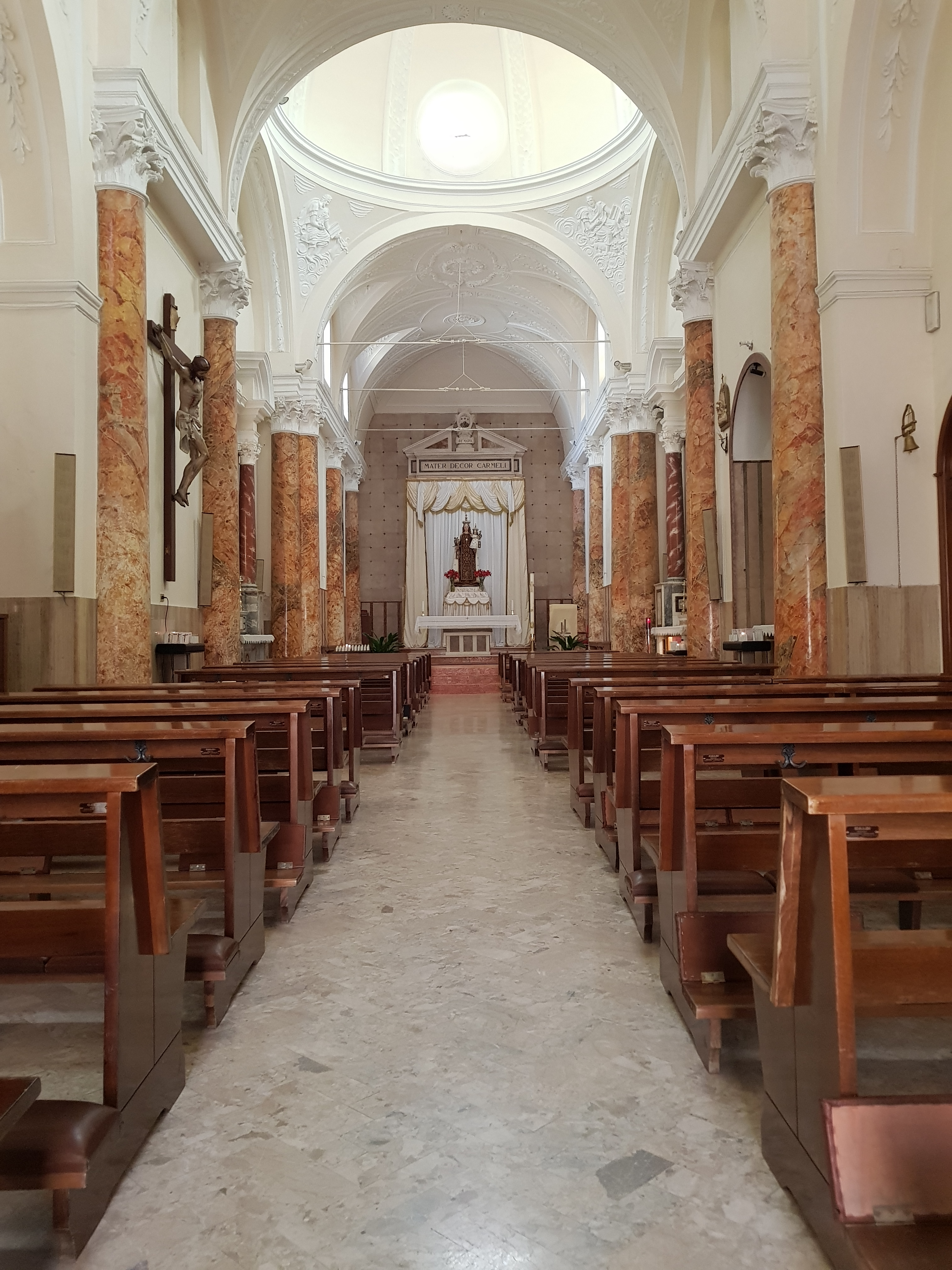
Interno della chiesa

Il luogo di culto è ad una sola navata con cinque altari.
Di questi il trono risale alla stessa data dell'inversione dell'entrata. La Congrega, oltre alle due statue della Madonna del Carmine possiede quelle dell'Addolorata, di San Giuseppe, di Santa Lucia (presumibilmente ad opera di Arcangelo Testa) e di Gesù Crocifisso. Sul vecchio coro nel XIX secolo fu collocato un grande dipinto della Madonna del Carmine con le anime del Purgatorio, attribuito al pittore Nicola De Filippis, risalente al '700. Nella parte superiore è inciso un inno alla Madonna: "Gloria Libani data est ei Decor Carmeli et Saro'n. Anno Domini 1831." (trad.:"Le è data la gloria del Libano, lo splendore del Carmelo e di Saro'n. Anno del Signore 1831.").
Sul muro troviamo due lapidi commemorative: la prima in ricordo della consacrazione della Chiesa (lat.: "D.O.M. Beatae Mariae Virgini De Monte Carmelo, hanc Sacram aedem dicatam et Altaria Marianus Positano Episcopus Castellaneten solemni ritu consecravit et pro quolibet anniversario quadraginta dies de vera indulgentia orantibus concessit. Pridie kalendas Maias anno MDCCCLXXVI, Presulatus sui anno IV", trad.: "Alla Beata Vergine Maria del Carmelo, questo sacro tempio dedicato e gli altari Mariano Positano, Vescovo di Castelleneta con solenne rito consacrò ed in ciascun anniversario quaranta giorni di plenaria indulgenza a quei ivi pregano concesse. Il giorno 30 Aprile 1876, anno 4° del suo Vescovato."), la seconda in ricordo della elevazione a Parrocchia. Successivamente, troviamo a sinistra una nicchia a fondo semicircolare, rivestita di marmi, che ospita l'elegante Fonte Battesimale, in marmo di Carrara e con la base in bardiglio, sovrastato nel registro superiore da due dipinti recenti rappresentanti San Francesco d'Assisi (opera di Giuseppe Acquaro, 1990) e Santa Rita da Cascia. Nella nicchia gemella di destra troneggia una bella statua marmorea, raffigurante San Giuseppe ed il Bambino Gesù, mentre sul registro superiore troviamo un'altra recente raffigurazione di Santa Rita. A metà chiesa si accede alla Cappella del Sangue Sparso (in onore della statua del Preziosissimo Sangue di Gesù), da qui si accede al campanile e fino agli anni '60 si saliva al vecchio pulpito. Erano presenti anche delle scale che portavano all'interno dei locali confraternali.
Avanzando nella chiesa, sulla destra c'è la cappella dove è venerata la statua lignea del Sacro Cuore di Gesù, di fronte ad essa c'è il grande crocifisso del '700 in cartapesta (nel 2019 ha subito un intervento di restauro che lo ha riportato al suo colore originale, ovvero nero). Poco più avanti ci sono due altari uno di fronte all'altro: su quello di destra è presente la statua lignea di scuola napoletana del '700 della Madonna Addolorata (all'interno della nicchia) e sotto di essa la teca di Gesù Morto (la statua è in cartapesta), l'altro è riservato alla statua di Santa Lucia e alla teca contenente la reliquia della Santa in un piccolo reliquiario (secondo la bolla dell'allora Vescovo di Mottola, Mons. Nicola Pandolfelli che ne attesta l'autenticità, la reliquia è presente dal giugno del 1759). Nella parte superiore si trova la cupola, riccamente decorata di fregi e sulle vele sono vi sono raffigurati gli Evangelisti. Sul presbiterio c'è la grande edicola con il tabernacolo. Nel piano superiore appare l'iscrizione "Mater Decor Carmeli" ed uno stemma che richiama quello della Confraternita. Al centro dell'edicola c'è la nicchia ove è collocata il simulacro della Madonna del Carmine, anch'esso in legno di fattura napoletana del '700.

## Anno Giubilare in occasione del Bicentenario della Festa del Carmine
Il 30 giugno 2019, ricorrendo il terzo anniversario dell'Imposizione degli Scapolari da parte di Papa Francesco, la Confraternita ha annunciato l'inizio di un Anno Giubilare in occasione del Bicentenario della Festa, visto il parere favorevole della Curia Vescovile di Castellaneta e della Penitenzieria Apostolica.
Il 14 luglio, Mons. Claudio Maniago, dopo la Solenne Celebrazione Eucaristica, ha presieduto il rito dell'apertura della Porta Santa presso la Chiesa del Carmine. Il rito di chiusura, inizialmente previsto il 22 aprile 2020, è stato posticipato al termine dell'emergenza sanitaria da Covid-19.

## Galleria d'immagini

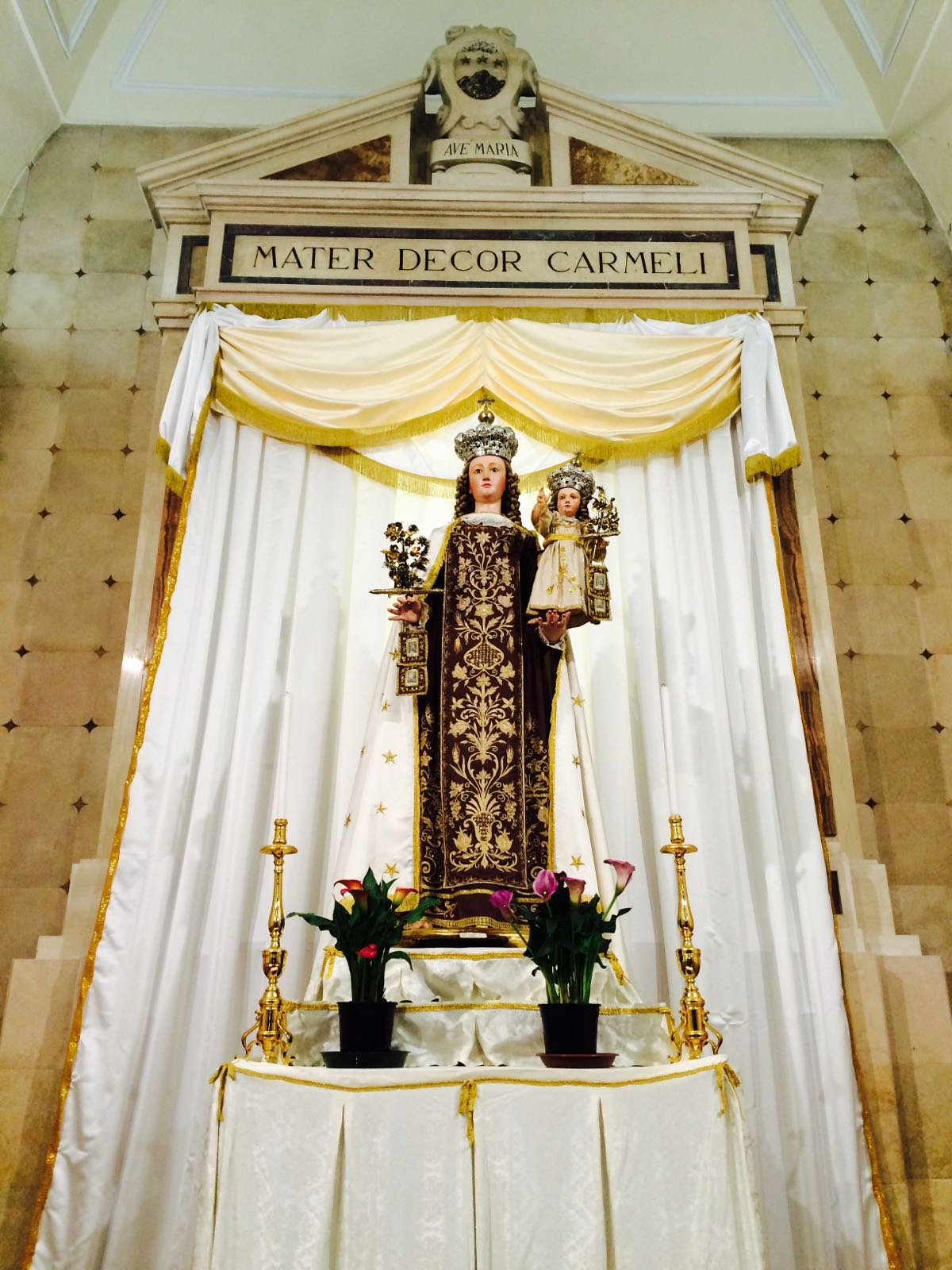
Simulacro della Beata Vergine del Carmelo.
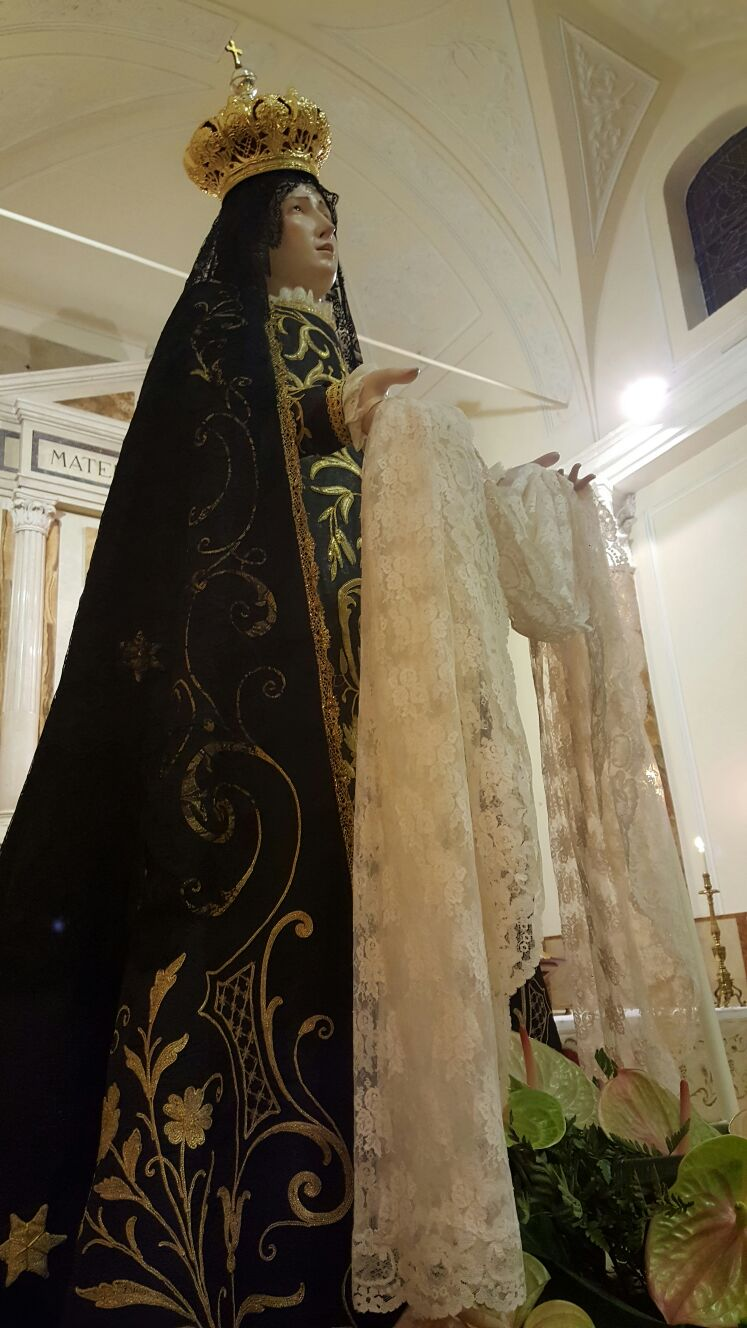
Simulacro dell'Addolorata.
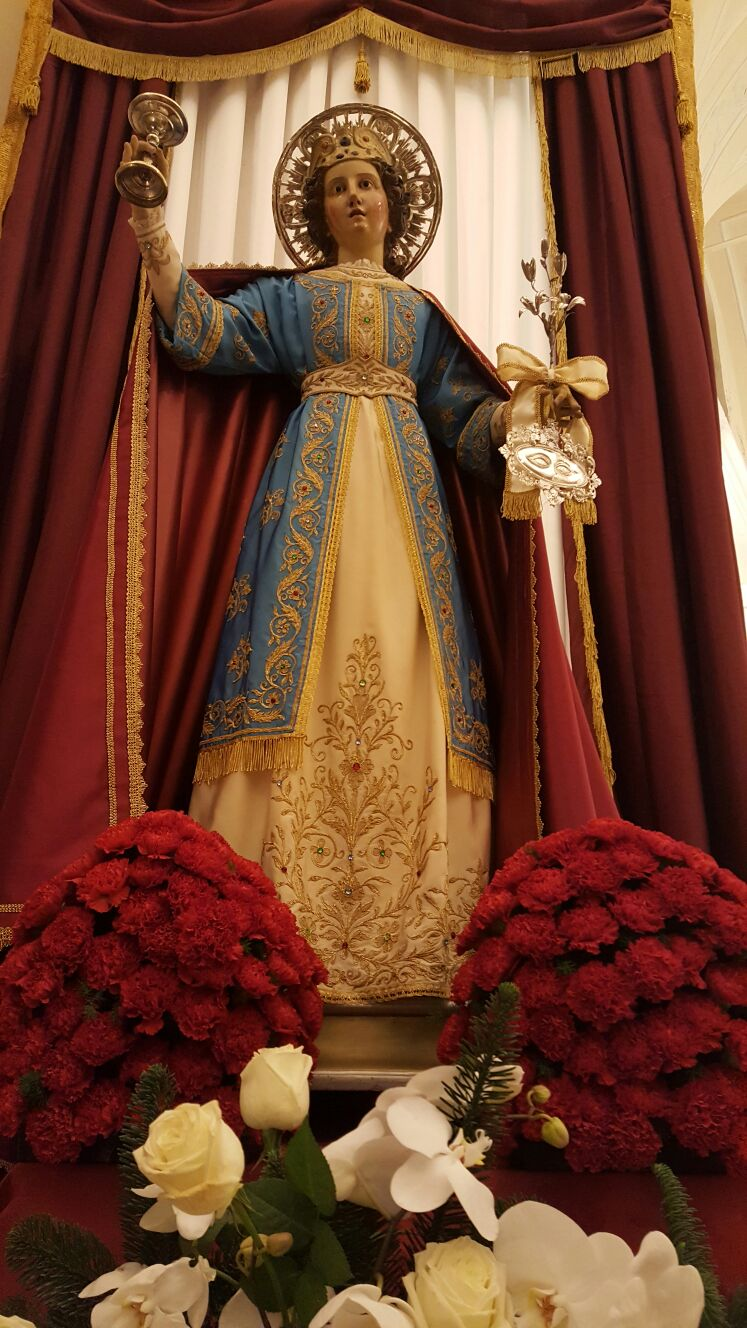
Simulacro di Santa Lucia
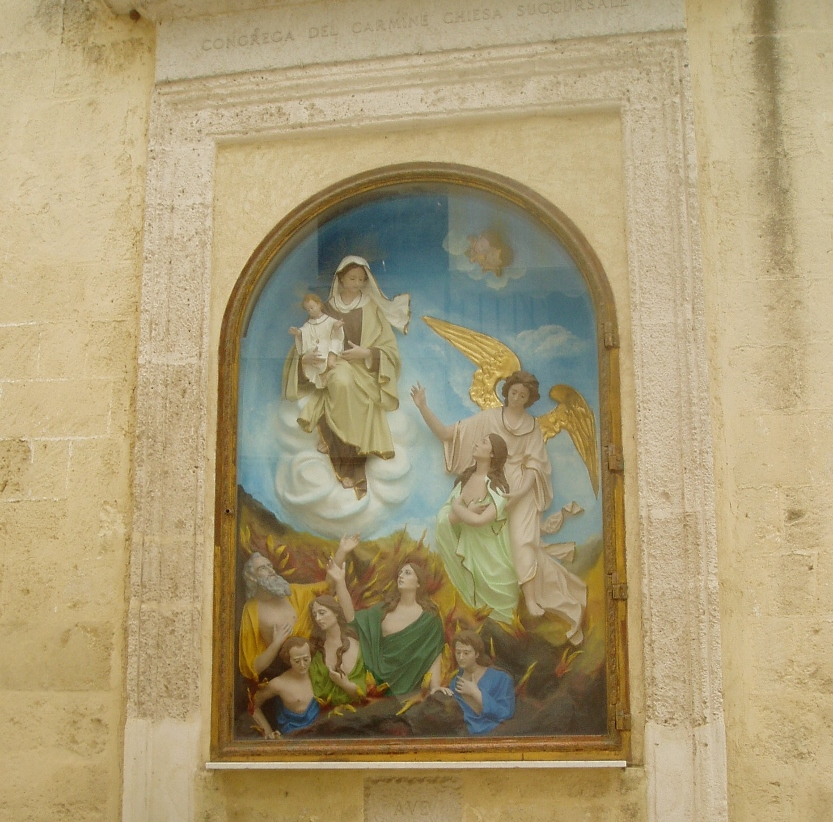
Pala in cartapesta posta alle spalle della Chiesa, (Oronzo Solombrino, Lecce, 1934).
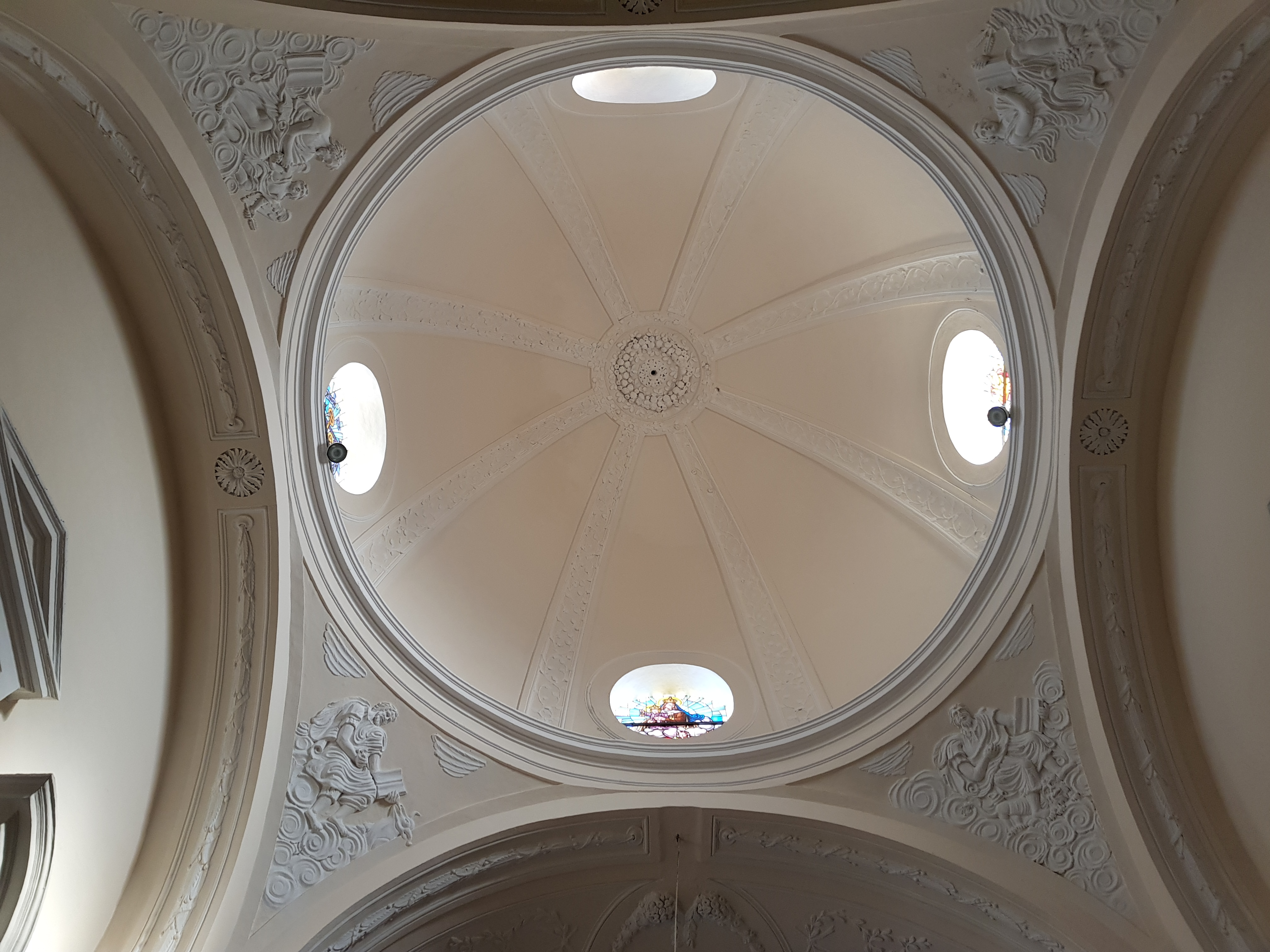
La cupola con gli Evangelisti.